# Гамарник Ян Борисович
Гама́рник Ян Бори́сович (справжнє ім'я Гама́рник Я́ків Цу́дикович; 2 [14] червня 1894, Житомир, Волинська губернія, Російська імперія — покінчив життя самогубством 31 травня 1937, Москва, РРФСР, СРСР) — радянський партійний, державний і військовий діяч, армійський комісар I рангу (20.11.1935). Керівник київських більшовиків у 1917–1918 роках. Голова Київського губревкому, губвиконкому та міськради в 1920–1923 роках. Кандидат у члени ЦК КП(б)У в липні 1918 — березні 1919 року. Член ЦК КП(б)У в березні 1919 — квітні 1920 року. Член Бюро ЦК КП(б) Білорусі з 1 грудня 1928 по 5 листопада 1929. Кандидат у члени Центрального Комітету ВКП(б) (1925–1927), член Центрального Комітету ВКП(б) (1927–1937). Член Оргбюро ЦК ВКП(б) з 17 листопада 1929 по 31 травня 1937 року. Член ВЦВК і Центрального виконавчого комітету СРСР. Входить до списку осіб, що підлягають декомунізації в Україні.

## Біографія
Народився 2 (14) червня 1894 року в Житомирі в єврейській родині сквирського міщанина Цудика Мошковича Гамарника. У 1904–1913 роках навчався в Одеській чоловічій гімназії, заснованій О. П. Ровняковим, закінчив її зі срібною медаллю. З 1909 року підробляв репетиторством. 
1914 року поступив у Петербурзький психоневрологічний інститут. У 1915 році перевівся на юридичний факультет Київського університету св. Володимира. 
Член РСДРП(б) з вересня 1916 року.
З 1917 року — член, а згодом секретар Київського комітету РСДРП(б). Один із керівників боротьби за встановлення радянської влади в Києві, Член Київського військово-революційного комітету в жовтні 1917 року та під час Січневого повстання в 1918 році. З березня 1918 року — член бюро Харківського губернського комітету РКП(б). За часів Української Держави перебував на підпільній роботі в Одеській, Київській та Кримській більшовицьких організаціях. З травня 1919 року — голова Одеського комітету КП(б)У, член Ради оборони Одеси.
З 1919 року — у Червоній армії, з серпня по вересень 1919 року — член Революційної військової ради (РВР) Південної групи військ 12-ї армії РСЧА, яка в грудні 1919 року здобула Київ. У листопаді 1919 — квітні 1920 року — військовий комісар 58-ї стрілецької дивізії РСЧА.
У лютому — липні 1920 року — голова Одеського губернського комітету КП(б)У, член Одеського губернського революційного комітету.
У 1920 році — відповідальний секретар Київського губернського комітету КП(б)У.
18 жовтня 1920 — липень 1921 року — голова Київського губернського революційного комітету.
У липні 1921 — липні 1923 року — голова виконавчого комітету Київської губернської ради та Київської міської ради.
У вересні 1923 — червні 1924 року — голова виконавчого комітету Приморської губернської ради.
У жовтні 1923 — 15 березня 1926 року — голова Далекосхідного революційного комітету.
У березні 1926 — березні 1927 року — голова виконавчого комітету Далекосхідної крайової ради.
У березні 1927 — 25 жовтня 1928 року — 1-й секретар Далекосхідного крайового комітету ВКП(б).
Одночасно, з квітня 1927 по жовтень 1928 року — член РВР Сибірського військового округу.
1 грудня 1928 — 5 листопада 1929 року — 1-й секретар ЦК КП(б) Білорусі.
Одночасно, з грудня 1928 по жовтень 1929 року — член РВР Білоруського військового округу.
11 вересня 1929 — 20 червня 1934 року — член РВР СРСР.
У жовтні 1929 — 30 травня 1937 року — начальник Політичного управління РСЧА.
Одночасно в жовтні 1929 — 1930 року — відповідальний редактор газети «Красная Звезда».
2 червня 1930 — 20 червня 1934 року — заступник голови РВР СРСР.
2 червня 1930 — 30 травня 1937 року — 1-й заступник народного комісара з військових і морських справ (народного комісара оборони) СРСР. 13 березня — 30 травня 1937 року — уповноважений Народного комісаріату оборони при РНК СРСР.
30 — 31 травня 1937 року — член Військової ради Середньоазіатського військового округу.
Делегат X—XVII з'їздів ВКП(б).
Покінчив життя самогубством у передбаченні репресій проти себе, по «справі Тухачевського». Посмертно реабілітований 6 серпня 1955 року, поновлений в КПРС 7 жовтня 1955 року.

## Нагороди
Нагороджений орденами Леніна (21.02.1933) та Червоного Прапора (20.02.1928).

## Вшанування пам'яті
Подільський провулок міста Харків, у 1968–2015 роках мав назву вулиця Гамарника. Попри повернення первісної назви провулку на будівлі 10/2 до вересня 2019 року була пам'ятна табличка із зазначенням, що вулиця названа на честь радянського партійного і військового діяча СРСР Я. Б. Гамарника, зараз демонтована.
У 1964—2016 роках на честь Яна Гамарника називалася вулиця Миколи Сціборського в Житомирі.
2015 року після прийняття Закону України «Про засудження комуністичного та націонал-соціалістичного (нацистського) тоталітарних режимів в Україні та заборону пропаганди їхньої символіки» прізвище Гамарника Українським інститутом національної пам'яті було включено до списку осіб, чия діяльність підпадає під дію законів про декомунізацію.

## Галерея

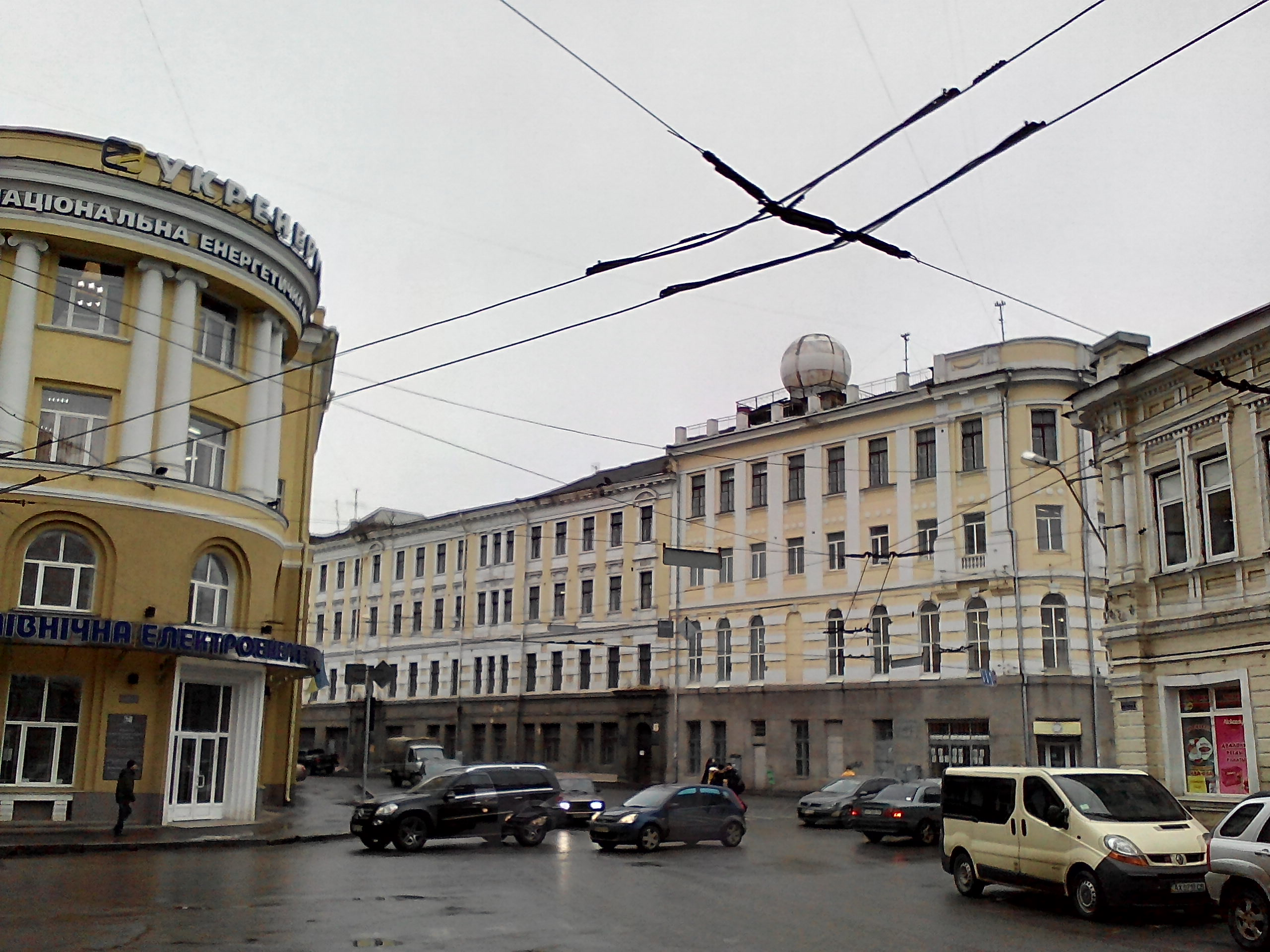
Початок Подільського провулка міста Харків. У 1968–2015 роках — вулиця Гамарника.
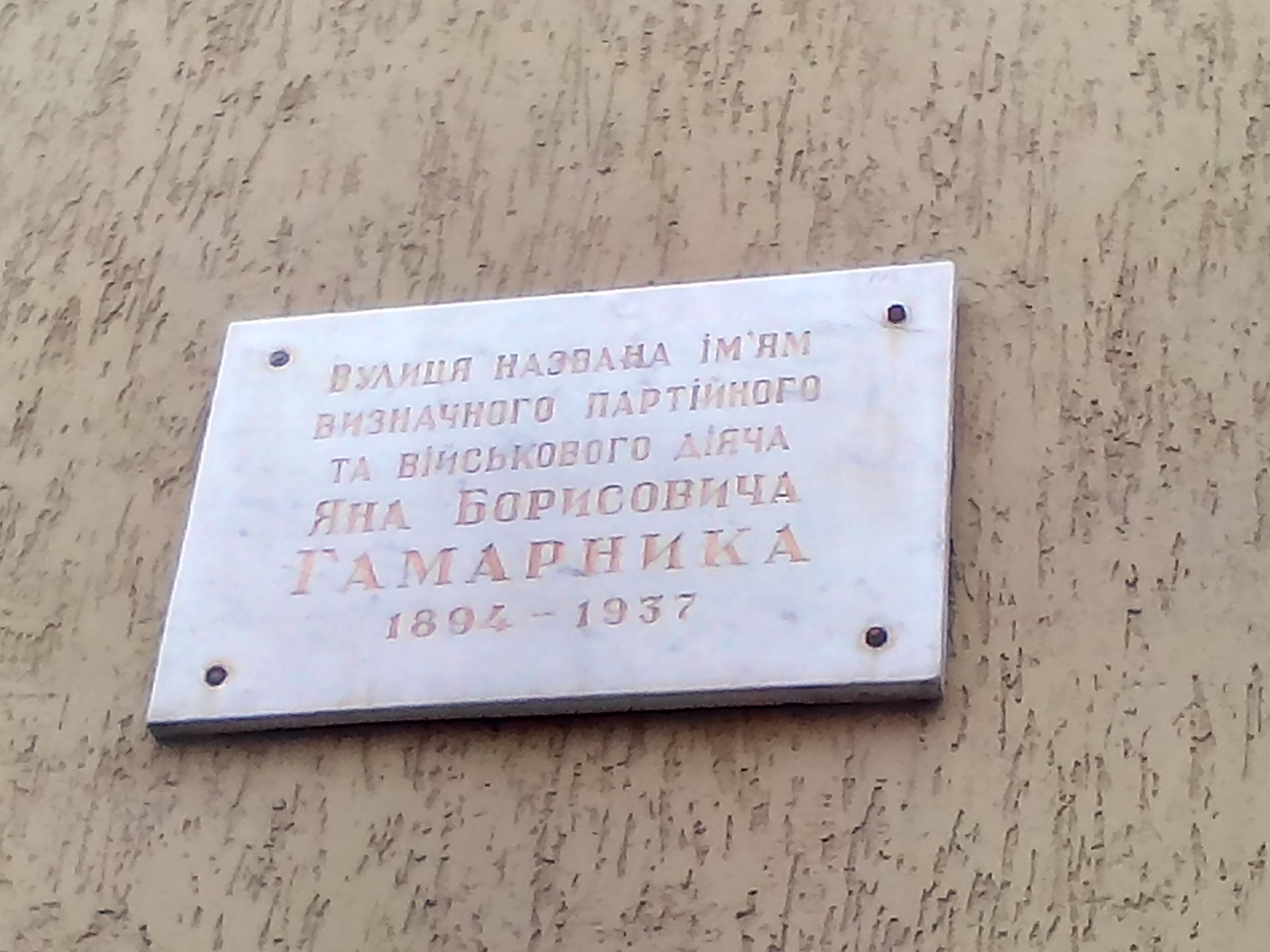
Анотаційна табличка, присвячена Я. Б. Гамарнику, на честь якого Подільський провулок був колись названий (1968—2015 роки) (демонтовано у вересні 2019 року) [6].
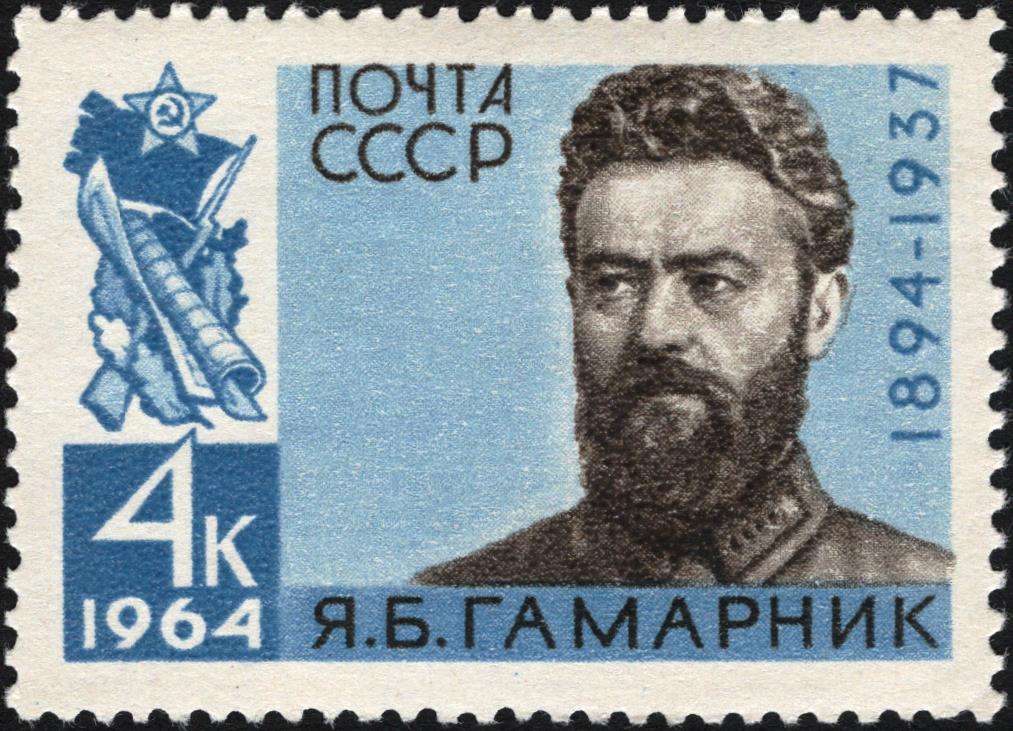
Поштова марка СРСР із зображенням Я. Б. Гамарника (1964).